# 2022 en photographie
| Années de la photographie : 2019 - 2020 - 2021 - 2022 - 2023 - 2024 - 2025    |
| Décennies de la photographie : 1990 - 2000 - 2010 - 2020 - 2030 - 2040 - 2050 |

Cet article présente les faits marquants de l'année 2022 en photographie.

## Événements
- L’historien de la photographie, conservateur et commissaire d'exposition Clément Chéroux devient directeur de la Fondation Henri-Cartier-Bresson à compter du 5 décembre 2022[1]

## Festivals et congrès photographiques
- 10e festival photographique L’Œil Urbain, Corbeil-Essonnes, du 1er avril au 22 mai 2022[2]
- 31e Festival de l’oiseau et de la nature en baie de Somme du 9 avril au 18 avril 2022
- 7e édition de la foire Photo London, Somerset House, Londres, du 12 au 15 mai 2022
- 58e édition de la foire internationale de la photo de Bièvres, les 4 et 5 juin 2022
- 5e festival Les femmes s’exposent à Houlgate du 8 juin au 4 septembre 2022
- 10e saison photographique de l’Abbaye royale de l’Epau, du 15 juin au 6 novembre 2022[3]
- 19e Festival Photo La Gacilly du 1er juillet au 31 octobre 2022
- 18e Promenades photographiques de Vendôme, du 2 juillet au 27 août 2022
- 5e festival Visions d’ailleurs à Martagny, du 2 juillet au 11 septembre 2022
- 53e Rencontres internationales de la photographie, Arles, 4 juillet – 25 septembre 2022
- 34e festival international de photojournalisme Visa pour l’image, Perpignan, du 27 août au 11 septembre 2022
- 8e édition du Festival Images Vevey • Biennale des arts visuels, sur le thème « Together. La vie ensemble », Vevey, Suisse, du 8 au 25 septembre 2022 [4] , [5] , [6]
- 29e Prix Bayeux Calvados-Normandie des correspondants de guerre, du 3 au 9 octobre 2022
- Salon de la Photo, à la Grande Halle de la Villette du 6 au 9 octobre 2022[7]
- 13e Festival de photographie de Deauville « Planche(s) Contact », du 15 octobre 2022 au 1er janvier 2023
- Paris Photo au Grand Palais éphémère, Paris, du 9 au 14 novembre 2022
- 25e Festival international de la photo animalière et de nature à Montier-en-Der, du 17 au 20 novembre 2022
- 35e congrès de la Fédération internationale de l'art photographique à Overo, Asturies (Espagne), 1er-4 décembre 2022

## Grandes expositions
- Couper le son et arrêter le mouvement, une exposition de la Médiathèque de l’architecture et du patrimoine, avec des photographies de John Batho, Marcel Bovis, François Kollar, Jacques Henri Lartigue, François Le Diascorn, Dolorès Marat, Émile Muller, Jean Pottier, Bruno Réquillart, Willy Ronis, Frères Séeberger, Le Quadrilatère, Centre d’art de Beauvais, dans le cadre des 18e Photaumnales, du 17 septembre 2021 au 2 janvier 2022
- Vivian Maier, la rétrospective, Musée du Luxembourg, Paris, du 15 septembre 2021 au 7 janvier 2022[8]
- Devour the Land : Photographie de guerre et de paysage américain depuis 1970, avec des photographies de 60 photographes parmi lesquels : Ansel Adams, Robert Adams, Lewis Baltz, Robert Frank, Steve McCurry, Susan Meiselas, Eli Reed, Alex Webb, Harvard Art Museums, du 17 septembre 2021 au 16 janvier 2022[9]
- Chefs-d’œuvre photographiques du MoMA. La collection Thomas Walther, Musée du Jeu de Paume, Paris, du 14 septembre 2021 au 13 février 2022[10].
- Raymond Depardon La vita moderna, Fondation Cartier pour l’art contemporain, Triennale Milano, Milan, du 15 octobre 2021 au 10 avril 2022[11]
- Igor Mukhin, Générations, de l’URSS à la nouvelle Russie, 1985-2021, Maison de la photographie Robert-Doisneau, Gentilly, du 22 octobre 2021 au 9 janvier 2022[12]
- Helmut Newton. Héritage, Musée de la photographie / Fondation Helmut Newton, Berlin, du 31 octobre 2021 au 22 mai 2022[13]
- Mers et rivières, Andreas Müller-Pohle, Pavillon populaire, Montpellier, du 3 novembre 2021 au 16 janvier 2022[14]
- Nicholas Nixon, Une infime distance, Galerie du Château d’Eau, Toulouse, du 3 novembre 2021 au 16 janvier 2022[15],[16]
- Aux origines du reportage de guerre, Roger Fenton et la guerre de Crimée, Château de Chantilly, du 13 novembre 2021 au 27 février 2022[17]
- Raymond Depardon, photographe militaire, Musée des Beaux-arts, Châlons-en-Champagne, jusqu’au 7 février 2022[18]
- Hervé Guibert - L’image de soi, Les Douches la Galerie Paris, du 5 novembre 2021 au 5 février 2022[19]
- Un monde à guérir : 160 ans de photographies à travers les collections de la Croix-Rouge, Musée international de la Croix-Rouge et du Croissant-Rouge, du 16 novembre 2021 au 24 avril 2022[20]
- La photographie à tout prix, Bibliothèque nationale de France, Paris, du 23 novembre 2021 au 20 février 2022[21]
- Patrick Zachmann, rétrospective, Musée d’Art et d’Histoire du judaïsme, Paris, du 2 décembre 2021 au 6 mars 2022[22].
- Dieuzaide dans la ville, Couvent des Jacobins de Toulouse, du 4 décembre 2021 au 6 mars 2022[23]
- Samuel Fosso, rétrospective, Maison européenne de la Photographie, Paris, du 10 novembre 2021 au 13 mars 2022[24]
- Adolfo Kaminsky, faussaire et photographe, Mairie de Paris, du 2 décembre 2021 au 25 février 2022[25]
- Michel Vanden Eeckhoudt, une rétrospective, Musée de la photographie à Charleroi, du 30 janvier au 15 mai 2022[26]
- Le Monde de Steve McCurry, Musée Maillol, Paris, du 9 décembre 2021 au 29 mai 2022[27]
- Élie Kagan, photographe indépendant (1960-1990), La Contemporaine, Campus de l’Université de Nanterre, du 19 janvier au 7 mai 2022[28],[29].
- René Groebli, Rétrospective, La Filature, Mulhouse du 26 janvier au 6 mars 2022[30]
- Vivian Maier e[s]t son double, Musée de Pont-Aven, du 4 février au 29 mai 2022[31]
- Vivian Maier « New York - Chicago », Musée des Beaux-Arts de Quimper, du 4 février au 29 mai 2022[32]
- Raymond Depardon, Son œil dans ma main, Algérie 1961-2019, Institut du monde arabe, Paris, du 8 février au 17 juillet 2022[33]
- Graciela Iturbide, Heliotropo 37, Paris, Fondation Cartier pour l’art contemporain, du 12 février au 29 mai 2022[34]
- Raymond Depardon, « Communes », Pavillon populaire, Montpellier du 16 février 2022 au 24 avril 2022
- Claude Batho : Visages et paysages d’en Haut, Centre d’art et de photographie, Lectoure, du 18 février au 8 mai 2022[35]
- Femmes photographes de guerre : Lee Miller, Gerda Taro, Catherine Leroy, Christine Spengler, Françoise Demulder, Susan Meiselas, Carolyn Cole, Anja Niedringhaus, Musée de la Libération de Paris, Musée du général Leclerc, Musée Jean Moulin, Paris, du 8 mars au 31 décembre 2022[36]
- Sabine Weiss. La poesia dell’istante, Casa dei Tre Oci, Venise, du 11 mars au 23 octobre 2022[37]
- William Klein + L’Atelier, Galerie Le Réverbère, Lyon, du 12 mars au 30 juillet 2022[38]
- Sophie Calle, Les Fantômes d’Orsay, Musée d’Orsay, du 15 mars au 12 juin 2022[39]
- The Anonymous Project – In the Beginning, galerie Polka, du 25 mars au 14 mai[40]
- Jane Evelyn Atwood, Soul, Chanel Nexus Hall, Tokyo, du 30 mars au 8 mai 2022[41]
- Sebastião Salgado, Aqua Mater, Grande arche de La Défense, Paris, de 1er avril au 22 septembre 2022[42]
- Photographies en guerre, Musée de l’Armée, Invalides, Paris, du 6 avril 2022 au 24 juillet 2022[43]
- Tina Modotti, Les femmes, le Mexique et la liberté, Palais Ducal, Gênes, du 8 avril au 9 octobre 2022 [44]
- Hymne à la beauté, Matthieu Ricard, toit de la Grande Arche de la Défense, du 13 avril au 30 novembre 2022[45]
- Édouard Elias, Exils – Photographier pour ne pas oublier, musée d’art et d’histoire Paul Éluard, Saint-Denis, du 20 avril au 15 mai 2022[46]
- I comme Image, un abécédaire photographique de Marc Riboud, médiathèque André-Labarrère, Pau, du 23 avril au 25 juin 2022[47]
- Plossu–Granet : Italia Discreta, Musée Granet, Aix-en-Provence, du 29 avril 2022 au 28 août 2022[48],[49]
- « Allemagne / Années 1920 / Nouvelle Objectivité / August Sander / », une recension d'un moment de l'histoire de l'art dans l'Allemagne des années 1920 avec August Sander et ses portraits comme fil conducteur,  Centre national d'art et de culture Georges-Pompidou, Paris, du 11 mai au 5 septembre 2022[50],[51]
- « Pèlerinage à Djerba. Photographies de Jacques Pérez, 1980 », Musée d'Art et d'Histoire du judaïsme, du 2 juin au 31 décembre 2022[52],[53]
- Jane Evelyn Atwood, « Sept histoires (1976-2010) », Festival MAP, château de Laréole, du 3 juin au 25 septembre 2022[54]
- « Henri Cartier-Bresson et la Fondation Gianadda – Collection Sam Szafran», Fondation Pierre Gianadda, Martigny, du 10 juin au 20 novembre 2022[55].
- « Macadam Color Street Photo », Jean-Christophe Béchet, Fisheye Gallery, Paris, du 15 juin au 2 juillet 2022
- « Mary Ellen Mark, The lives of women », Maison de la photographie Robert-Doisneau, Gentilly, du 17 juin au 14 août 2022[56]
- « Frank Horvat 50-65 », Jeu de paume (Tours), du 17 juin au 9 octobre 2022[57]
- « Newton, Riviera »  Nouveau Musée National de Monaco, du 17 juin au 13 novembre 2022[58]
- Tom Wood, « Every day is Saturday », Centre de la photographie de Mougins, du 18 juin au 16 octobre 2022[59]
- « Train Zug Treno Tren. Destins Croisés », Photo Élysée, Lausanne, du 18 juin au 25 septembre 2022[60]
- Thomas Hoepker, Dear Memories, Bildhalle, Zurich, Suisse, du 25 juin au 27 août 2022[61],[62]
- Sebastião Salgado, Amazônia, plus de 200 photographies, accompagnées de projections, avec une création inédite de Jean-Michel Jarre, permettant de dresser un vaste panorama de l'écosystème amazonien, Palais des Papes, Avignon, du 27 juin au 30 novembre 2022[63],[64].
- Henri Cartier-Bresson, L'Expérience du paysage, Fondation Henri-Cartier-Bresson, Paris, du 1er juillet au 25 septembre 2022[65].
- « Boris Mikhaïlov, journal ukrainien », Maison européenne de la photographie, Paris, du 7 septembre 2022 au 15 janvier 2023[66]
- Marc Riboud, « Douce France, jours heureux d’après guerre » et « Clémence » La Maison du Regard, caserne Dumé d’Aplemont, Le Havre, du 9 septembre au 10 décembre 2022[67]
- The Anonymous Project X Martin Parr, « Déjà View », Galerie Magnum Photos, Paris, du 23 septembre au 12 novembre 2022[68]
- Ergy Landau, Maison de la photographie Robert-Doisneau, Gentilly, du 23 septembre au 26 février 2023
- Sebastião Salgado, « Magnum Opus », Sotheby's New York, du 26 septembre au 12 octobre 2022[69]
- Johan van der Keuken, De kunst waarvan ik het meest houd te zien (L'art que j'aime le plus), Musée de la photographie des Pays-Bas, Rotterdam, du 8 octobre 2022 au 5 février 2023[70]
- « LIFE Magazine and the Power of Photography », Museum of Fine Arts Boston, du 9 octobre 2022 au 16 janvier 2023[71]
- « Chris Killip, retrospective », The Photographers’ Gallery, Londres, du 7 octobre 2022 au 19 février 2023[72],[73]
- « Les Tribulations d’Erwin Blumenfeld, 1930-1950 », Musée d’Art et d’Histoire du judaïsme, Paris, du 13 octobre 2022 au 5 mars 2023[74].
- « Bill Brandt, inside the mirror », Tate Britain, Londres, du 17 octobre 2022 au 15 janvier 2023[75]
- Josef Koudelka, « Ikonar. Constellations d'archives (1960-2012) », Photo Élysée, Lausanne, du 5 novembre au 29 janvier 2023[76].
- « Robert Capa: Œuvres - 1932 – 1954 », Pallazo Roverella, Rovigo, du 8 octobre 2022 au 29 janvier 2023[77]
- Carlos Pérez Siquier, « Rétrospective 1957-2018 », Fotografie Forum Frankfurt, Francfort-sur-le-Main, Allemagne, du 15 octobre 2022 au 15 janvier 2023[78]
- « Peuls du Sahel », de Pascal Maitre, Académie des beaux-arts, Pavillon Comtesse de Caen - 27 quai de Conti, Paris, du 20 octobre au 4 décembre 2022[79]
- Gisèle Freund, « Ce sud si lointain », Maison de l’Amérique Latine, Paris, du 21 octobre 2022 au 7 janvier 2023
- Métamorphose - La photographie en France 1968-1989, commissaires d'exposition Michel Poivert et Anna Grumbach, présentant 240 photographies de nombreux photographes parmi lesquels Alain Dister, Sophie Ristelhueber, Sebastião Salgado, Raymond Depardon, Bernard Plossu, Denis Brihat, Florence Chevallier, Yves Trémorin, Jean-Claude Bélégou, Thierry Girard , François Le Diascorn, Claude Nori, Sabine Weiss, Janine Niépce, Martine Barrat, Dominique Auerbacher, Sarah Moon, Bettina Rheims, Guy Bourdin, Hervé Guibert, Patrick Faigenbaum, Suzanne Lafont, Claude Batho, Arnaud Claass, Patrick Bailly-Maître-Grand, Denis Roche, Christian Milovanoff, Jean-Marc Bustamante, Despatin et Gobeli, Alix Cléo Roubaud, Patrick Zachmann, Pavillon populaire, Montpellier, du 23 octobre 2022 au 15 janvier 2023[80]
- Joel-Peter Witkin, The Art and the Manner (L'Art et la Manière), Palais du Roi de Rome, Rambouillet, du 29 octobre au 31 décembre 2022[81],[82],[83]
- L'Irlande de Martin Parr, Centre culturel irlandais, Paris, du 11 novembre 2022 au 8 janvier 2023 [84]
- Sabine Weiss, « La poesia dell'istante » (La Poésie de l'instant), Palazzo Ducale, Gêne, du 18 novembre 2022 au 12 mars 2023[85],[86]

## Prix et récompenses
- World Press Photo of the Year à Amber Bracken, « pour son cliché “Kamploops Residential School”, en hommage aux enfants décédés du pensionnat indien d’assimilation de Kamloop »[87],[88].
- World Press Photo Series of the Year à  Matthew Abbott, pour son travail intitulé “Saving Forests With Fire”[87],[88].
- World Press Photo, projet au long à Lalo de Almeida, pour “Amazonian Dystopia”  « qui traite des impacts sociaux et environnementaux engendrés par la déforestation et l’exploitation de l’Amazonie »[87],[88].
- World Press Photo format libre à Isadora Romero[87],[88].
- Prix Niépce Gens d’images à Julien Magre[89]
- Prix Nadar Gens d’images à Celine Croze, pour Siempre que, publié par Lamaindonne[90]
- Prix de la Fondation Henri-Cartier-Bresson à ?
- Prix Marc Ladreit de Lacharrière – Académie des beaux-arts à  Olivier Jobard[91]
- Prix de Photographie de l’Académie des beaux-arts – William Klein à ?
- Prix HSBC pour la photographie à ?
- Prix Bayeux-Calvados des correspondants de guerre - Trophée photo à Evgeniy Maloletka / Associated Press pour « Le siège de Mariupol »[92]
- Prix Bayeux-Calvados des correspondants de guerre - Jeune reporter photo à Abdulmonam Eassa pour « Soudan - La rage pacifique ne meurt pas »[92]
- Prix Bayeux-Calvados des correspondants de guerre - catégorie photo, Prix du Public / Agence française de développement à Vadim Ghirda / pour « Guerre en Ukraine »[92]
- Prix Women In Motion pour la photographie à Babette Mangolte[93]
- Prix Carmignac du photojournalisme à Fabiola Ferrero[94]
- Prix Roger-Pic de la Société civile des auteurs multimédia à
- Prix de l’Union des photographes professionnels (UPP) à Alexis Vettoretti pour sa série intitulée  « Paysannes »[95]
- Prix Pierre et Alexandra Boulat à ?
- Prix Lucas-Dolega à Cédric Gerbehaye, pour son travail sur la crise sanitaire du Covid dans la ville de La Louvière, en Belgique[96].
- Prix Françoise-Demulder à Nanna Heitmann et Adrienne Surprenant[97],[98].
- Bourse Canon de la femme photojournaliste à Natalya Saprunova / Zeppelin[99]
- Bourse Canon du documentaire vidéo court-métrage à Irene Baqué[100]
- Prix Picto de la jeune photographie de mode à ?
- Prix Tremplin Photo de l’EMI à ?
- Prix Voies Off à ?
- Prix Révélation SAIF : à ?
- Grand Prix Les femmes s’exposent à Livia Saavedra[101]
- Prix Caritas photo sociale à Cyril Zannettacci[102]
- Prix International Women in Photo à ?
- Prix 6Mois du photojournalisme à Farshid Tighehsaz pour mener à bien sa série sur la situation psychologique des jeunes en Iran intitulée Labyrinth[103].
- Visa d’Or humanitaire du CICR à Sameer Al-Doumy pour son reportage « Routes de la mort », sur les migrants tentant de passer en Angleterre depuis Calais[104]
- Grand prix MAP / Conseil Départemental de la Haute-Garonne à Julie Joubert[105]
- Prix des Rencontres photographiques des amis du Musée départemental Albert-Kahn à Tim Franco, Karine Pierre,  Morgane Delfosse et Ruben Salgado Escudero[106]
- Prix sergent Sébastien Vermeille au Caporal chef Sylvia Borel (BSPP)[107], prix de la meilleure photographie, Brigadier chef Nicolas D. (Forces spéciales) prix du meilleur reportage, Caporal Cyrille Nicolas (BSPP)[107], prix spécial du partenaire[108]
- Prix Viviane Esders à Mario Carnicelli[109],[110]
- Prix Photographie et Sciences à Manon Lanjouère pour sa série « Les Particules, le conte humain d’une eau qui meurt »[111]
- Estée Lauder Pink Ribbon Photo Award à Jean-Pierre Stagnetto[112]
- Prix Polka Magazine du photographe de l’année à Maxim Dondyuk[113]
- Prix Erich-Salomon à Susan Meiselas[114]
- Prix culturel de la Société allemande de photographie à ?
- Prix Oskar-Barnack à Kiana Hayeri pour sa série sur les femmes afghanes Promises Written on the Ice, Left in the Sun[115]
- Leica Newcomer Award à Valentin Goppel pour sa série la jeunesse durant la pandémie intitulée Between the Years[115]
- Prix Leica Hall of Fame à ?
- Prix de la Fondation Deutsche Börse pour la Photographie à ?
- Prix Hansel-Mieth à ?
- Zeiss Photography Award à ?

- Prix national de portrait photographique Fernand-Dumeunier à ?

- Prix Paul-Émile-Borduas à ?
- Prix du duc et de la duchesse d’York à ?

- Prix national de la photographie (Espagne) à ?

- Prix Ansel-Adams à ?
- Prix W. Eugene Smith à Maxim Dondyuk pour son sujet « Ukraine 2014/22 », « qui relate la longue bataille de l’Ukraine pour sa véritable indépendance, son identité nationale et sa liberté vis-à-vis de la Russie. »[116]
- Prix Pulitzer
  - Catégorie « Feature Photography » à Adnan Abidi, Sanna Irshad Mattoo, Amit Dave et Danish Siddiqui de Reuters pour leur couverture de la crise du Covid en Inde[117]
  - Catégorie « Breaking News » à Win McNamee, Drew Angerer, Spencer Platt, Samuel Corum and Jon Cherry de Getty Images « pour des photos complètes et toujours captivantes de l’attaque du Capitole des États-Unis » et Marcus Yam de The Los Angeles Times « pour des images brutes et urgentes du départ des États-Unis d’Afghanistan qui capturent le coût humain du changement historique dans le pays »[117]
- Prix Inge-Morath à ?
- World Photography Awards à ?
- Prix Arnold-Newman pour les nouvelles orientations du portrait photographique à Lisa Elmaleh (en)[118]
- Robert Capa Gold medal à un photographe anonyme ayant documenté la violence militaire brutale et les troubles au Myanmar[119]
- Olivier Rebott Award à Fatima Shbair, Getty Images, pour sa série «Onze jour dans le conflit israélo-palestinien à Gaza »[119]
- Infinity Awards (The International Center of Photography)
  - ICP Infinity Award Prix pour l’œuvre d’une vie à Sebastião Salgado[120]
  - ICP Infinity Award for Art à Sky Hopinka[120]
  - ICP Infinity Award Pratique documentaire et journalisme visuel à Acacia Johnson[120]
  - ICP Infinity Award Photographe émergent à Esther Horvath[120]
  - ICP Infinity Award “Trustees” à Gabriela Hearst[120]
- Lucie Awards
  - Lucie Award pour l’œuvre d’une vie à ?
  - Lucie Award Fine Art à ?
  - Lucie Award du photojournalisme à ?
  - Lucie Award de la photographie documentaire à ?
  - Lucie Award de la photographie humanitaire à ?
  - Lucie Award du portrait à ?
  - Lucie Award de la photographie de sport à ?
  - Lucie Award de la photographie d’architecture à ?
  - Lucie Award de la photographie de mode à ?
  - Lucie Award de la photographie de publicité à ?
  - Lucie Award de la femme photographe à ?
  - Lucie Award visionnaire à ?
  - Spotlight Award à ?
  - Lucie Award spécial à ?
- National Press Photographers Association Awards[121]
  - Photojournalist of the Year (Large Market) à Marcus Yam, Los Angeles Times
  - Photojournalist of the Year (Small Market) à Kent Porter, The Press Democrat
  - Magazine Photojournalist of the Year à Lynsey Addario, indépendante
  - Emerging Photojournalist of the Year à Nic Antaya, indépendant
  - Breaking News à Konstantínos Tsakalídis, Bloomberg
  - Breaking News Story à Adnan Abidi, Reuters
- Anja Niedringhaus Courage in Photojournalism Award à Paula Bronstein, Farzana Wahidy et Carol Guzy[122]

- Prix Higashikawa
  - Photographe japonais à ?
  - Photographe étranger à ?
  - Photographe espoir à ?
  - Prix spécial à ?
- Prix Kimura Ihei à ?
- Prix Ken-Domon à ?

- Centenary Medal de la Royal Photographic Society à ?
- Sony World Photography Awards “Photographer of the Year” à Adam Ferguson (Australie), pour « sa série « Migrantes », qui tire le portrait de migrants mexicain à la frontière avec les Etats-Unis »[123]

- Prix international de la Fondation Hasselblad à Dayanita Singh[124]
- Prix suédois du livre photographique à ?
- Prix Lennart-Nilsson à ?

- Prix Haftmann à ?
- Prix Pictet à ?
- Photographe Swiss Press de l’année à ?
- Istanbul Photo Awards « photo de l’année » à Konstantínos Tsakalídis de Bloomberg News pour sa photo « Woman from Evia »[125]

## Livres parus en 2022
- Sally Mann, At Twelve, Portraits of Young Women • édition du 30e anniversaire, Réédition en fac-similé de la série culte de Sally Mann parue en 1988, Aperture (en) -  (ISBN 978-1-59711-458-5)
- Raymond Depardon et Kamel Daoud, Son œil dans ma main, Marseille, Images plurielles, 2022, 232 p. (ISBN 978-2-919436-51-4)
- Collectif, Photographies en guerre, Paris, Réunion des musées nationaux, 2022, 256 p. (ISBN 978-2711879052)
- Koudelka, Ikonar - Constellation d’archives  (préf. Tatyana Franck), Paris, Noir Sur Blanc / Musée de l’Élysée, 2022, 268 p. (ISBN 2882507968)
- Margit Erb et Michael Parillo, The unseen Saul Leiter, Paris, Textuel, 2022, 160 p. (ISBN 9782845979130)

- (en) Chris Killip 1946-2020, Londres, Thames and Hudson Ltd, 2022, 256 p. (ISBN 978-0500025581)

## Décès
- 13 janvier : Chiara Samugheo, 86 ans, photographe italienne. (° 25 mars 1935)[126]
- 15 janvier : Steve Schapiro, 87 ans, photographe américain. (° 16 novembre 1934)[127]
- 20 janvier : René Robert, 85 ans, photographe suisse. (° 4 mars 1936)[128]
- 23 janvier : Thierry Mugler, 73 ans, photographe, styliste et grand couturier français. (° 21 décembre 1948)[129]
- 28 janvier : Paolo Gioli, 79 ans, peintre, photographe et réalisateur. (° 12 octobre 1942)[130].
- 30 janvier : Francis Apesteguy, 69 ans, photo-reporter français. (° 25 septembre 1952)
- 31 janvier : James Bidgood, 88 ans, photographe et cinéaste américain. (° 28 mars 1933)[131]
- 13 mars : Max Levin, 40 ans, photojournaliste ukrainien. (° 7 juillet 1981)[132]
- 31 mars : Patrick Demarchelier, 78 ans, photographe de mode français. (° 21 août 1943)[133]
- 5 avril : Yoshikazu Shirakawa, photographe japonais, né le 28 janvier 1935[134].
- 13 avril : Letizia Battaglia, 87 ans, photographe italienne. (° 5 mars 1935)[135]
- 30 avril : Ron Galella, 91 ans, photographe et paparazzi américain. (° 10 janvier 1931)[136]
- 4 mai : Jean Michel Destang, 76 ans, photographe français. (° 15 juin 1945)[137]
- 10 mai : Suzanne Held, 97 ans, photographe française. (° 18 avril 1925)[138]
- 10 mai : Enrique Metinides, 88 ans, photojournaliste mexicain. (° 12 février 1934)[139]
- 17 mai : Édouard Kutter, photographe luxembourgeois, éditeur d'ouvrages d'art et galeriste. (° 5 novembre 1934)[140].
- 24 mai : Ouka Leele (Bárbara Allende Gil de Biedma), 64 ans, photographe espagnole. (° 29 juin 1957)[141].
- 1er juin : Takeyoshi Tanuma, 93 ans, photographe japonais. (° 18 février 1929)[142]
- 4 juin : Jeffrey Silverthorne (en), 76 ans, photographe américain. (° 1946)[143],[144]
- 1er juillet : Jacques Pérez, 89 ans, photographe tunisien. (° 26 octobre 1932)[145]
- 25 juillet : Irina Ionesco, 91 ans photographe française (°3 septembre 1930)[146]
- 24 août : Tim Page, 78 ans, photojournaliste britannique (° 25 mai 1944)[147]
- 29 août : Melvin Sokolsky (en), 88 ans, photographe et réalisateur américain. (° 9 octobre 1933)
- 25 août : Régis Durand, universitaire français, critique d’art et commissaire d'exposition, spécialisé dans le domaine de la photographie, né le 5 décembre 1941.
- 10 septembre : William Klein, 96 ans, photographe américain (° 19 avril 1926)[148]
- 2 octobre : 
  - Douglas Kirkland, 88 ans, photographe de plateau américain (° 16 août 1934)[149]
  - Eamonn McCabe, 74 ans, photographe de presse britannique (°1948)[150]
- 18 novembre : Loren Cameron, photographe, auteur et militant trans américain, né le 13 mars 1959[151].
- 28 décembre : Tony Vaccaro, 100 ans, photographe américain (°20 décembre 1922)[152]

## Célébrations
Centenaire de naissance
- Russ Meyer
- Milton Greene
- Lennart Nilsson
- Shinzō Maeda
- Erich Hartmann
- Louis Stettner
- Tony Vaccaro
- Bernard Dufour
- Francesc Català Roca
- Georges Dudognon
- Kurt Blum
- Mohamed Kouaci
- Ed Westcott
- Artur Pastor
- Dan Gibson
- Kensuke Hijikata
- Bernard Poinssot
- Charles-Eugène Bernard
- Philippe Joudiou
- German Lorca
- George Barris
- Lorraine Monk
- Pierre Dandoy

Centenaire de décès
- Giovanni Verga
- Jules Robuchon
- Paul Lancrenon
- Tomishige Rihei
- Henri de La Martinière
- Maurice Guibert
- Constantino Garcés
- José Sellier Loup
- Augustine Bulteau
- Karl Pinkau
- Rosalie Magnon

Bicentenaire de naissance
- Alfred Bernier
- Abraham Bogardus
- Jean de Bourbon
- Mathew Brady
- Giacomo Brogi
- Maxime Du Camp
- Jean-Baptiste Dulac
- Paul Duseigneur
- Victor Franck
- Francis Frith
- Arsène Garnier
- Clementina Hawarden
- Jean-Jacques Heilmann
- Alfred-Nicolas Normand
- Pierre-Louis Pierson
- Madame Vaudé-Green
- John Adams Whipple